# Новый Альбион
Новый Альбион (англ. New Albion) — название земли к северу от Мексики, которую сэр Фрэнсис Дрейк объявил английской, когда он высадился на западном побережье Северной Америки в 1579 году. Вскоре Новый Альбион повлиял на дальнейшие проекты национальной экспансии на континенте. Место посадки Дрейка было определено как залив Дрейка, которая является частью национального побережья Пойнт-Рейес.

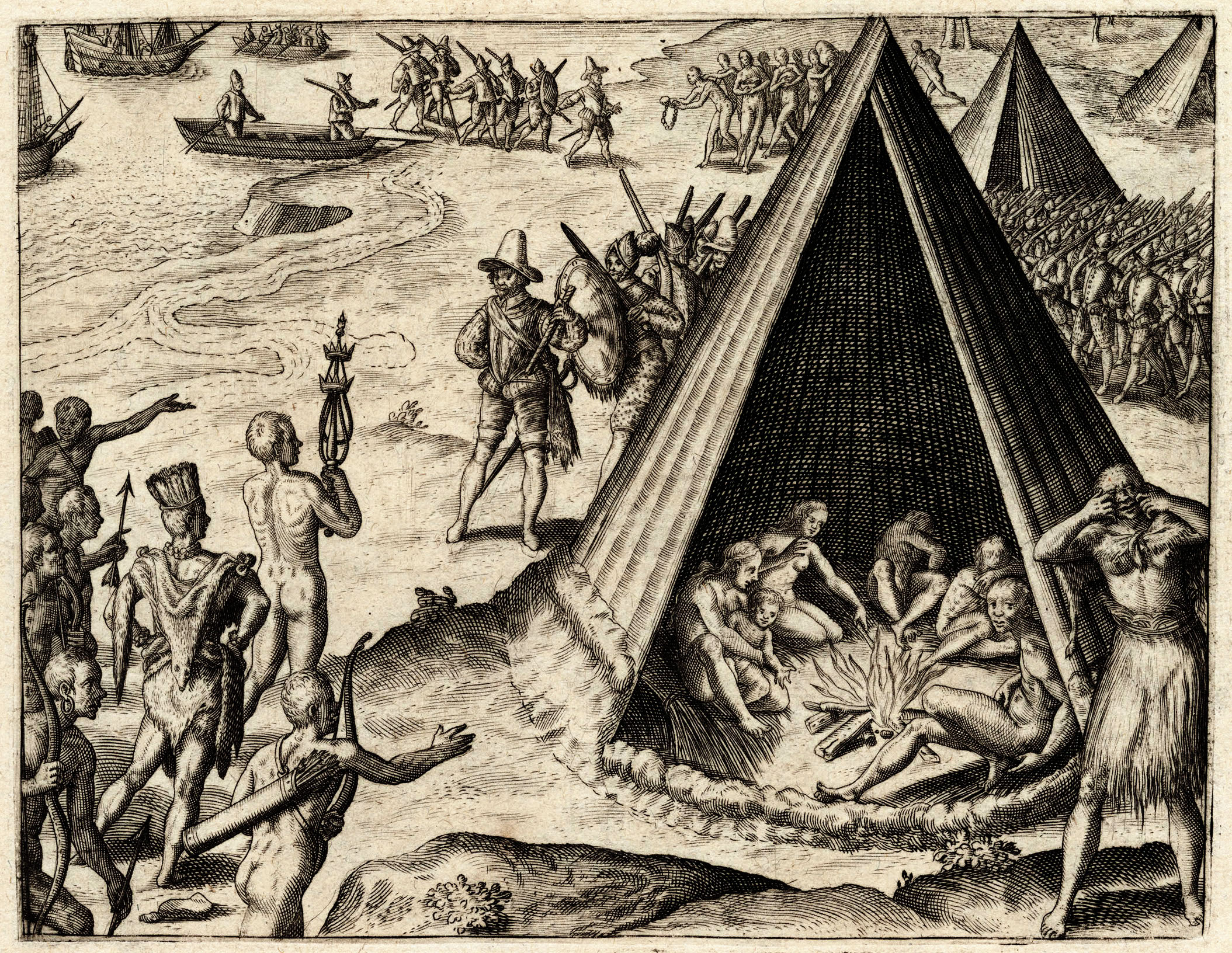
Высадка Дрейка в Новом Альбионе, 1579 год.

Дрейк, после успешного разграбления испанских городов и кораблей вдоль их колоний на восточном побережье Тихого океана, нашел безопасную гавань, чтобы подготовить свой галеон «Золотая лань» к плаванию обратно в Англию. Он нашел ее 17 июня 1579 года, когда он и его команда высадились на побережье Тихого океана в заливе Дрейка в Северной Калифорнии. Находясь там лагерем, он поддерживал дружеские отношения с народом прибрежных мивоков, населявшими территорию недалеко от его пристани. Назвав землю Новым Альбионом, он заявил о суверенитете здесь королевы Елизаветы I который имел значительные исторические последствия. Отплыв 23 июля и не оставив после себя колонии, Дрейк в конце концов совершил кругосветное плавание и вернулся в Англию в сентябре 1580 года.
В течение следующих столетий различные картографы и мореплаватели определили район возле Пойнт-Рейес как вероятное место высадки Дрейка. В XX и XXI веках были собраны значительные доказательства, особенно в отношении контактов Дрейка с народом прибрежных мивоков и осколков фарфора, которые, как было установлено, были остатками груза Дрейка. Различные исследования привели к тому, что Министерство внутренних дел США в октябре 2012 года присвоило заливу Дрейка статус национального исторического памятника, а штат Калифорния в октябре 2021 года присвоили ему статус исторического памятника Калифорнии.

## Путешествие Дрейка

### Предыстория
В конце 1500-х годов между Англией и Испанией существовала напряжённость, которая включала религиозные разногласия, экономическое давление и возникающие колонизационные амбиции. Из-за этого сэр Фрэнсис Дрейк разработал план разграбления испанских колониальных поселений на Тихоокеанском побережье Нового Света. При поддержке королевы Елизаветы I, Дрейк отправился в путешествие 15 ноября 1577 года. Несмотря на то, что действия Дрейка нанесли ущерб отношениям Англии с королем Испании Филиппом II, Дрейк понимал, что может рассчитывать на поддержку королевы Елизаветы.
Успешно захватив значительное количество сокровищ из испанских городов и кораблей вдоль колоний короля Филиппа на восточном побережье Тихого океана, Дрейк отплыл на север, чтобы найти кратчайший путь обратно в Англию через гипотетический пролив Аниан, предположительно соединяющий Тихий океан и Атлантику. Предполагалось, что пролив, существует примерно на 40 градусах северной широты. Хотя Дрейк, возможно, достиг 48 градусов, его продвижение на север в конечном итоге было остановлено плохой погодой в северо-восточном поясе. Не сумев найти пролив, Дрейк нашел безопасную гавань, чтобы подготовить свой корабль «Золотая лань» перед кругосветным плаванием, чтобы вернуться домой в Англию.

### Исследование побережья провозглашение земель

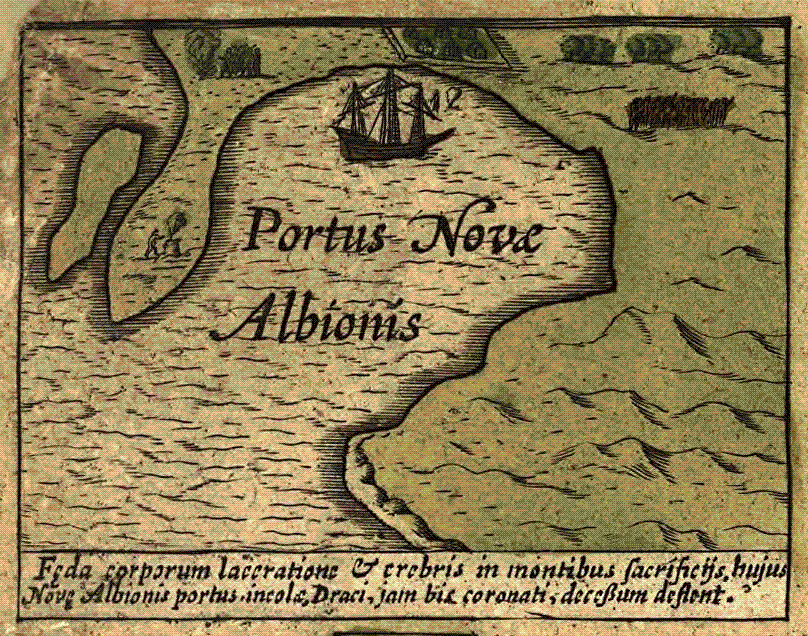
На карте Хондиуса «Vera Totius Expeditionis Navticae» изображен лагерь Дрейка в Новом Альбионе: «Portus Novas Albionis».

До путешествия Дрейка западное побережье Северной Америки было лишь частично исследовано в 1542 году испанским конкистадором Хуаном Родригесом Кабрильо. Намереваясь избежать дальнейшего конфликта с Испанией, Дрейк направился к северо-западу от испанских земель. Пройдя далеко от того места, где Кабрильо заявил о землях Испании, Дрейк стремился найти место, где команда могла подготовиться к возвращению в Англию.
5 июня 1579 года корабль ненадолго вышел на берег в Южной бухте на мысе Араго, к югу от залива Кус, штат Орегон. Оттуда Дрейк отплыл на юг в поисках подходящей гавани для ремонта своего корабля. 17 июня Дрейк и его команда нашли защищенную бухту, когда они приземлились на тихоокеанском побережье Северной Калифорнии. Находясь на берегу, он провозгласил эти земли владением королевы Елизаветы I, назвал их Новым Альбионом, выбрав это конкретное название по двум причинам: во-первых, белые берега и скалы, которые он видел, были похожи на белые скалы Дувра в Англии, во-вторых, потому что Альбион был старинным названием, под которым был известен остров Великобритания. Чтобы задокументировать свое заявление, Дрейк прикрепил к большому столбу латунную табличку с гравировкой, на которой были изображены шесть пенсов с портретом Елизаветы. Сообщая подробности визита Дрейка, он требовал суверенитета для Елизаветы и каждого последующего английского монарха здесь.
После возведения форта и палаток на берегу команда несколько недель трудилась, готовясь к предстоящему кругосветному путешествию, подготавливая свой корабль «Золотая лань». Дрейк имел дружеские отношения с береговыми мивоками и исследовал окружающие земли пешком, когда пересекал Инвернесс-Ридж, чтобы посетить деревню и разведать местность . Когда его корабль был готов к обратному путешествию, Дрейк и команда покинули Новый Альбион 23 июля и приостановили свое путешествие на следующий день, когда поставили свой корабль на якорь у Фараллоновых островов, где команда охотилась на тюленье мясо. 25 июля они отплыли на запад, чтобы продолжить свой переход через Тихий океан, и «Золотая лань» вернулась в Англию в сентябре 1580 года.

### Влияние Нового Альбиона
Кругосветное плавание Дрейка положило начало периоду британского морского господства, которое длилось до XX века, и в результате его успешных действий против Испании многие в Англии восхищались и прославляли Дрейка. По словам Джона Стоу, «имя и слава Дрейка стали достойными восхищения во всех местах, люди ежедневно толпились на улицах, чтобы увидеть его, клятвенно ненавидя всех, кто осмелился невзлюбить его». Мало того, что его спонсоры и королева были щедро вознаграждены, Дрейку также разрешили оставить 24 000 фунтов стерлингов из украденных сокровищей для себя и своей команды. Дрейк быстро стал фаворитом при дворе королевы и был посвящен в рыцари французским послом от ее имени.

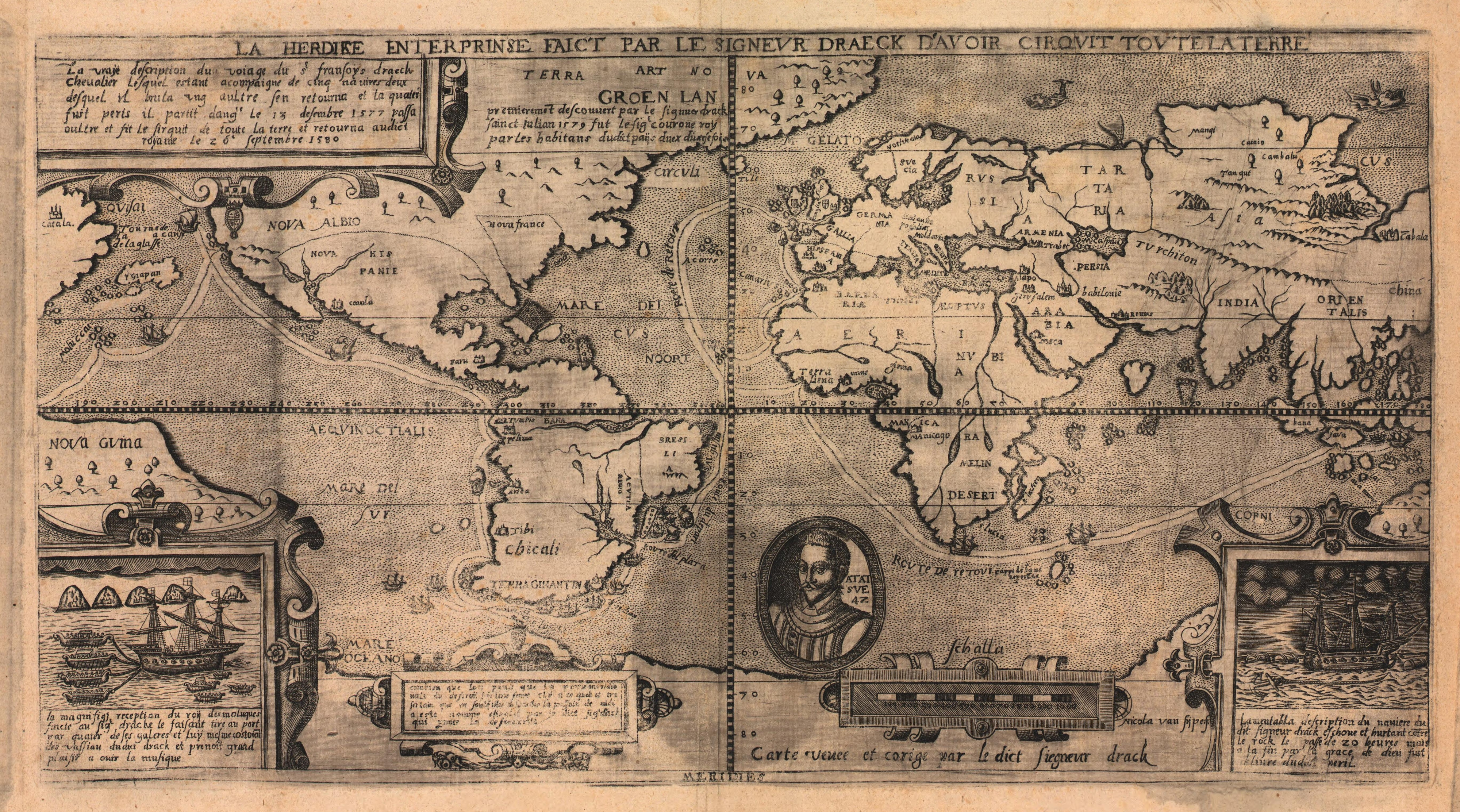
Карта Николы ван Сипе начала 1580-х годов.

Чтобы создать иллюзорную угрозу того, что Дрейк обнаружил короткий путь из Тихого океана в Европу, подробности путешествия изначально скрывались; Моряки Дрейка поклялись не раскрывать свой маршрут под угрозой смерти. По возвращении Дрейк передал свой журнал и большую карту королеве. В то время как другие предметы исчезли, карта, известная как Карта Королевы, оставалась в ограниченном доступе в течение нескольких лет. Но она тоже была потеряна во время пожара во дворце Уайтхолл в 1698 году. Однако около 1590 года Йодокус Хондиус составил карту, известную как «Vera Totius Expeditionis Navticae». Эта карта показывает путешествие Дрейка и включает в себя гавань в Новом . В 1589 году появились дополнительные подробности, когда был опубликован официальный отчет о кругосветном путешествии Дрейка Ричардом Хаклюйтом. В 1628 году племянник и тезка Дрейка, сэр Фрэнсис Дрейк, 1-й баронет, опубликовал книгу «Охваченный мир». Этот отчет о путешествии, основанный на заметках капеллана Дрейка Фрэнсиса Флетчера, включает многочисленные подробности о Новом Альбионе и является наиболее подробным отчетом о путешествии Дрейка.
Поскольку размеры Нового Альбиона Дрейка были неопределенными — по сути, это территория к северу и западу от испанской территории — указанное местоположение различается на разных картах. После смерти Елизаветы в 1603 году на картах область Северной Америки над Мексикой стала обозначаться как Новый Альбион. Претензия Дрейка на землю на побережье Тихого океана для Англии стала основой, которая повлияла на последующие колониальные хартии, изданные английскими монархами, которые предполагали предоставление земель от моря до моря, области от Атлантики, где впервые были основаны английские колонии вплоть до Тихого океана. Наряду с претензиями Мартина Фробишера в Гренландии и на Баффиновой земле и Хемфри Гилберта. Претензия 1583 года на Ньюфаундленд, Новый Альбион, была одной из первых территориальных претензий Англии в Новом Свете. За этими претензиями в конечном итоге последовало заселение колонии Роанок в 1584 году и Джеймстауна в 1607 году.

## Люди и земля

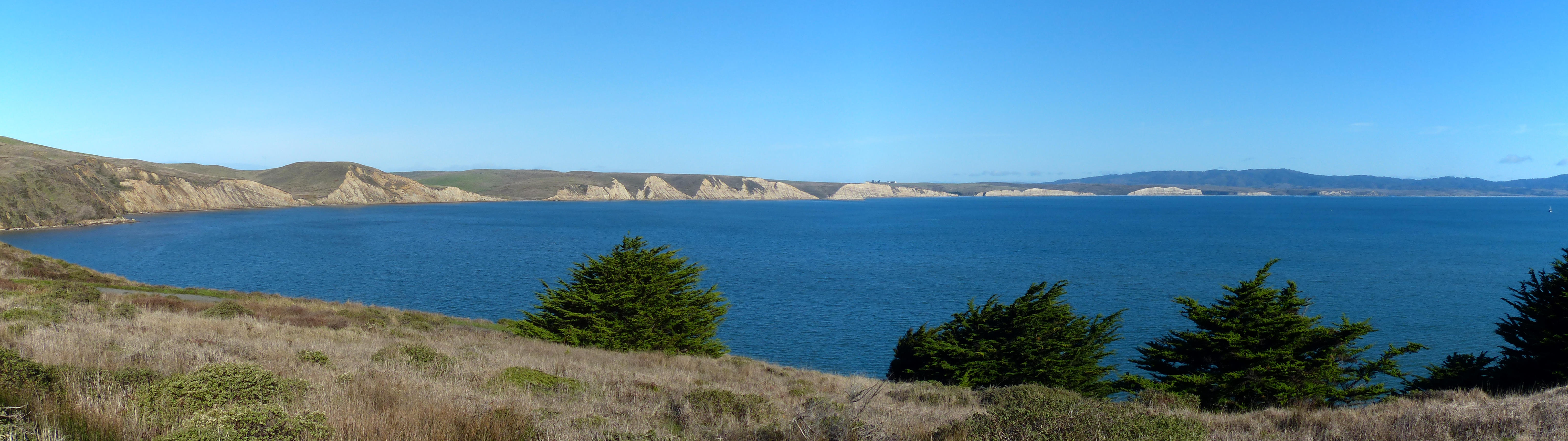
Бухта Дрейка и белые скалы, которые вдохновили на название Новый Альбион.

Используя подробные описания людей с которыми столкнулся Дрейк, в частности их дома, корзины с перьями, церемонии и язык, антропологи четко идентифицировали людей как береговых мивоков, людей, чья традиционная родина включала район Пойнт-Рейес на территории современного округа Марин, Калифорния.
Когда Дрейк высадил свою команду, жители берега сначала подошли к его лагерю, вооруженные луками и стрелами, с осторожностью в отношении незнакомцев. Но Дрейк быстро рассеял их подозрения, и вскоре множество безоружных мивоков ежедневно посещали его лагерь. Во время своих первых встреч с береговым мивоками, команда Дрейка наблюдала, как мивоки занимаются самоистязанием. Дрейк неверно истолковал это как акт поклонения и пришел к выводу, что люди считали его и его команду богами; однако на самом деле этот ответ был одним из траурных обычаев мивоков. Скорее всего, мивоки считали английских посетителей родственниками, вернувшимися из мертвых.
В качестве особенно важного жеста, однажды большое собрание прибрежных мивоков спустилось в лагерь и почтило Дрейка, надев цепи на его шею, скипетр в руке и корону из перьев на голову, как бы провозгласив его своим королем. На этом неопределенном, по-видимому, добровольном отказе от суверенитета его владельцами Англия основывала свою предполагаемую юридическую власть на территории.
Завоевав доверие береговых мивоков, Дрейк отправился исследовать внутренние земли и посетить их деревни. В сопровождении членов экипажа Дрейк прошел по тропе прибрежных мивоков, чтобы пересечь хребет Инвернесс и спуститься в долину Олема. Флетчер описал деревенские структуры как круглые подземные здания, которые сходились наверху. Флетчер обратил внимание на их культуру, записав подробные характеристики корзин прибрежных мивоков, заявив, что они водонепроницаемы, имеют форму глубокой чаши и покрыты спутанным слоем цветных перьев. Такие корзины делали только народы прибрежных мивоков, помо, озерных мивоков, патвин и ваппо, которые были сосредоточены недалеко от места высадки Дрейка.

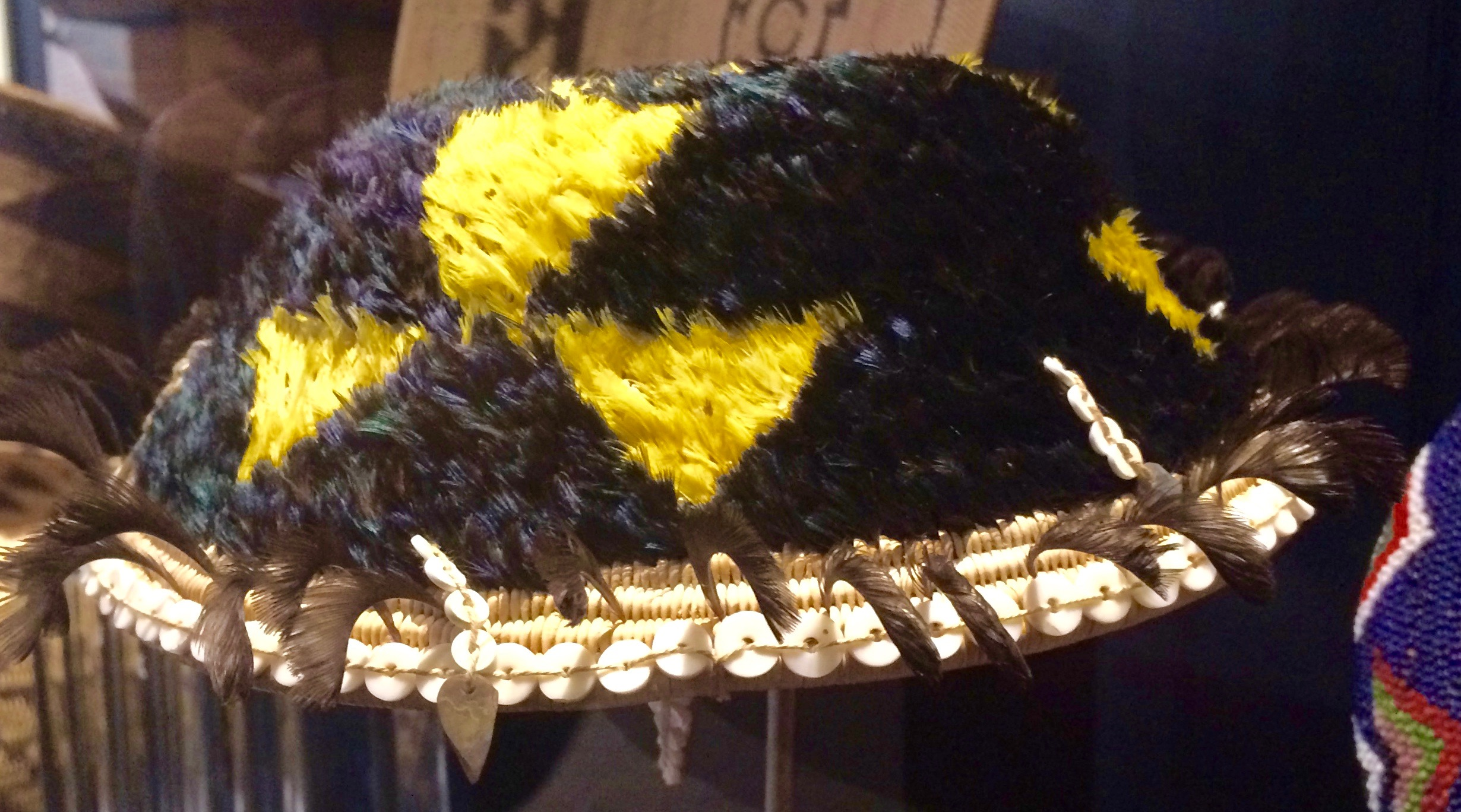
Эта корзина, выставленная в музее Джесси Питера, похожа на полностью оперенную корзину, описанную в «Охваченном мире».

Кроме того, Флетчер был первым человеком, который сделал письменную запись любой из 64 различных языковых групп в Калифорнии, а именно пяти конкретных слов побережья мивоков: Hioh, Gnaah, Huchee kecharo, Nacharo mu и Cheepe. Эти слова, отмеченные Флетчером, принадлежат к другой языковой группе, и Хейзер писал, что они, несомненно, произошли от прибрежных мивоков, что является лингвистическим доказательством контакта Дрейка с прибрежными мивоками. В целом, отношения между прибрежными мивоками и их посетителями были мирными и дружелюбными, и мивоки, казалось, проявляли беспокойство, когда «Золотая лань» уплыла.
Флетчер также записал климатическую информацию и охарактеризовал неприятные летние погодные условия в районе близлежащего бассейна. Он заметил непрерывный холодок; отсутствие солнца; и холодные, иногда сильные, ветры. Напротив, через хребет Инвернесс он обнаружил явное изменение климата и испытал процветающую землю. Флетчер оценил местность: «Внутренняя часть суши, как мы обнаружили, сильно отличается от берега, это прекрасная территория и плодородная».
Флетчер также записал свое наблюдение за некоторыми животными, неизвестными англичанам, и описал их как «очень больших и толстых оленей» и «множество странных видов кроликов». «Толстые олени», скорее всего, были оленями Рузвельта, а кролики идентифицированы как суслики. Эти и другие оценки и наблюдения Флетчера о Новом Альбионе безупречно сходятся с географией Пойнт-Рейес.

## Историческое влияние

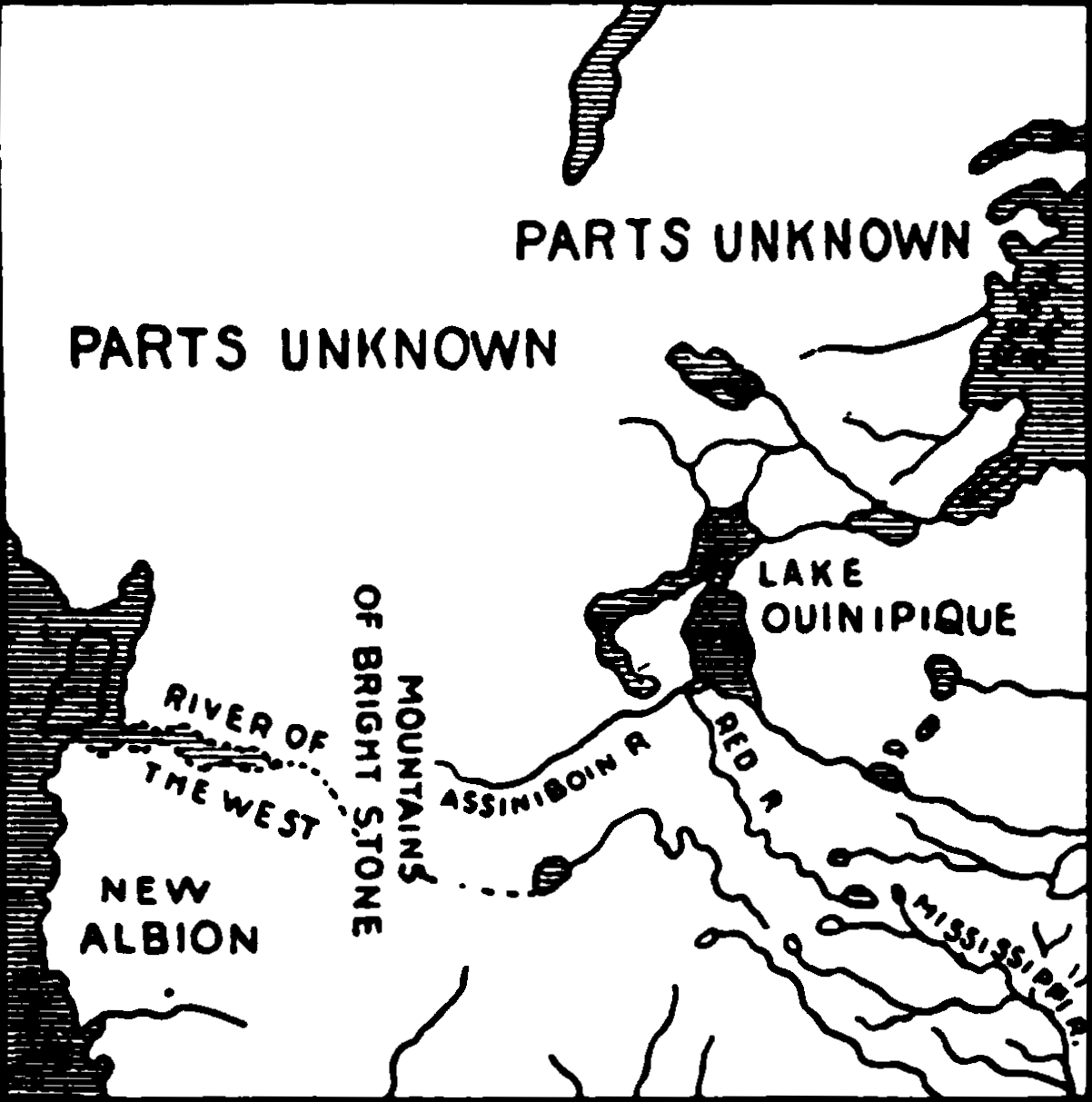
Карта Джонатана Карвера 1778 года.

Притязания на Новый Альбион имели свои исторические последствия. Несмотря на то, что Дрейк не предпринимал попыток долгосрочного присутствия, а англичане не предприняли действий в связи с этим требованием, это стало первым утверждением Англии о суверенитете на тихоокеанском побережье Северной Америки. А поскольку все их последующие экспедиции вдоль тихоокеанского побережья Северной Америки были редкими и нерегулярными, Новый Альбион был всего лишь географическим обозначением — новым названием на карте мира. Однако это обозначение имело большое значение, потому что оно провозгласило способность Англии — и предполагаемое право — создать империю в Америке. Следовательно, притязания Дрейка на Новый Альбион были дальновидным, продуманным компонентом новой политики национальной экспансии, одним из нескольких его подвигов, которые одновременно определяли политику Елизаветы на время ее правления и косвенно влияли на продолжающееся историческое будущее Англии.
Притязания на Новый Альбион были первым указанием на намного большие амбиции Англии, чем просто политика против Испании, которые затем повлияли на аналогичные проекты национальной экспансии других, таких как Хемфри Гилберт и Уолтер Рэли. Как отказ от территориальных претензий, основанных на папской власти, претензия Нового Альбиона утверждала понятие территориальных претензий Елизаветы через физическое присутствие, в отличие от папского мандата. Это продвигало идею Нового Альбиона как «тыльной стороны Вирджинии», выражение предполагаемого правового статуса Англии в отношении права на Тихом Океане. Это требование занимало важное место в британских геополитических соображениях на протяжении веков и даже укрепило право Великобритании на торговлю мехом вдоль северо-западного побережья. Его окончательное влиятельное утверждение пришло в ходе переговоров по Орегонскому договору 1846 года, разделяющему Орегон между Канадой и Соединенными Штатами, с границей, проходящей вдоль 49-й параллели к северу от Тихого океана.

## Распознавание и идентификация

### Ранние идентификации
Начиная с XVII века, на картах залив Дрейка обозначен как место высадки Дрейка. В 1793 году Джордж Ванкувер изучил это место и пришел к выводу, что высадка Дрейка находится в заливе Дрейка. Профессор Джордж Дейвидсон из Береговой и геодезической службы США после изучения повествования и побережья определил гавань, в которой Дрейк высадился, как залив Дрейка в Пойнт-Рейес, примерно в 30 милях (50 км) к северу от Сан-Франциско. «Залив Дрейка, — сообщал он в 1886 году, — представляет собой гавань при северо-западных ветрах, подобных тем, с которыми столкнулся Дрейк. В неё легко войти, она защищена высокими землями, и судно может бросить якорь на глубине трех саженей, близко под берегом, в хорошем состоянии земля.» Дейвидсон опубликовал дальнейшую поддержку местоположения залива Дрейка в 1890 и 1908 годах.

### Идентификации XX века

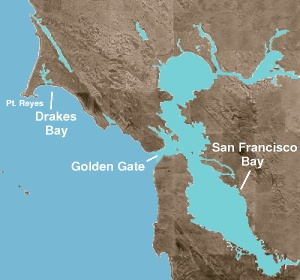
бухта Дрейка, северо-запад от Сан-Франциско.

В 1947 году, продолжая работу археологов А. Л. Крёбера и У. В. Элемендорфа, археолог Р. Ф. Хейзер проанализировал этнографические отчеты о пребывании Дрейка в Новом Альбионе. Подтверждая их работу, Хейзер заявляет, что «Дрейк, должно быть, высадился на территории, занятой коренными жителями побережья». В своем полном анализе Хейзер заключает: «Таким образом, в июне 1579 года Дрейк, вероятно, высадился в том месте, которое сейчас известно как залив Дрейка».
С 1949 года теория о том, что Дрейк высадился в заливе Дрейка, отстаивалась Гильдией штурманов Дрейка в Калифорнии, а также бывшим президентом капитаном Адольфом С. Око-младшим, бывшим почетным председателем Честером В. Нимицем и бывшим президентом Рэймондом Акером. Око писал: «Многие другие факты были признаны верными в отношении места в бухте Дрейка как часть общей совокупности доказательств. Вес доказательств действительно устанавливает, что бухта Дрейка является узловой точкой Нового Альбиона». Нимиц заявил, что он «не сомневается, что со временем публика осознает важность и ценность этого давно потерянного места и поставит его в один ряд с другими национальными историческими местами, такими как Роанок, Джеймстаун и Плимут». В 1956 году сэр Алекс А. Камминг, который был куратором Баклендского аббатства, бывшего дома и нынешнего музея Дрейка, также охарактеризовал залив Дрейка: «Эта маленькая бухта, защищенная от ветра и моря, скрыта от враждебных глаз, должна была быть желанным зрелищем, и я верю, что Божественное Провидение привело его к этому». В 1978 двухкратный призер Пулитцеровской премии историк Самуэль Элиот Моринсон писал: «Залив Дрейка правильно назван так, потому что здесь Дрейк провел пять недель, починил „Золотую лань“, пел песни для индейцев и исследовал местность».

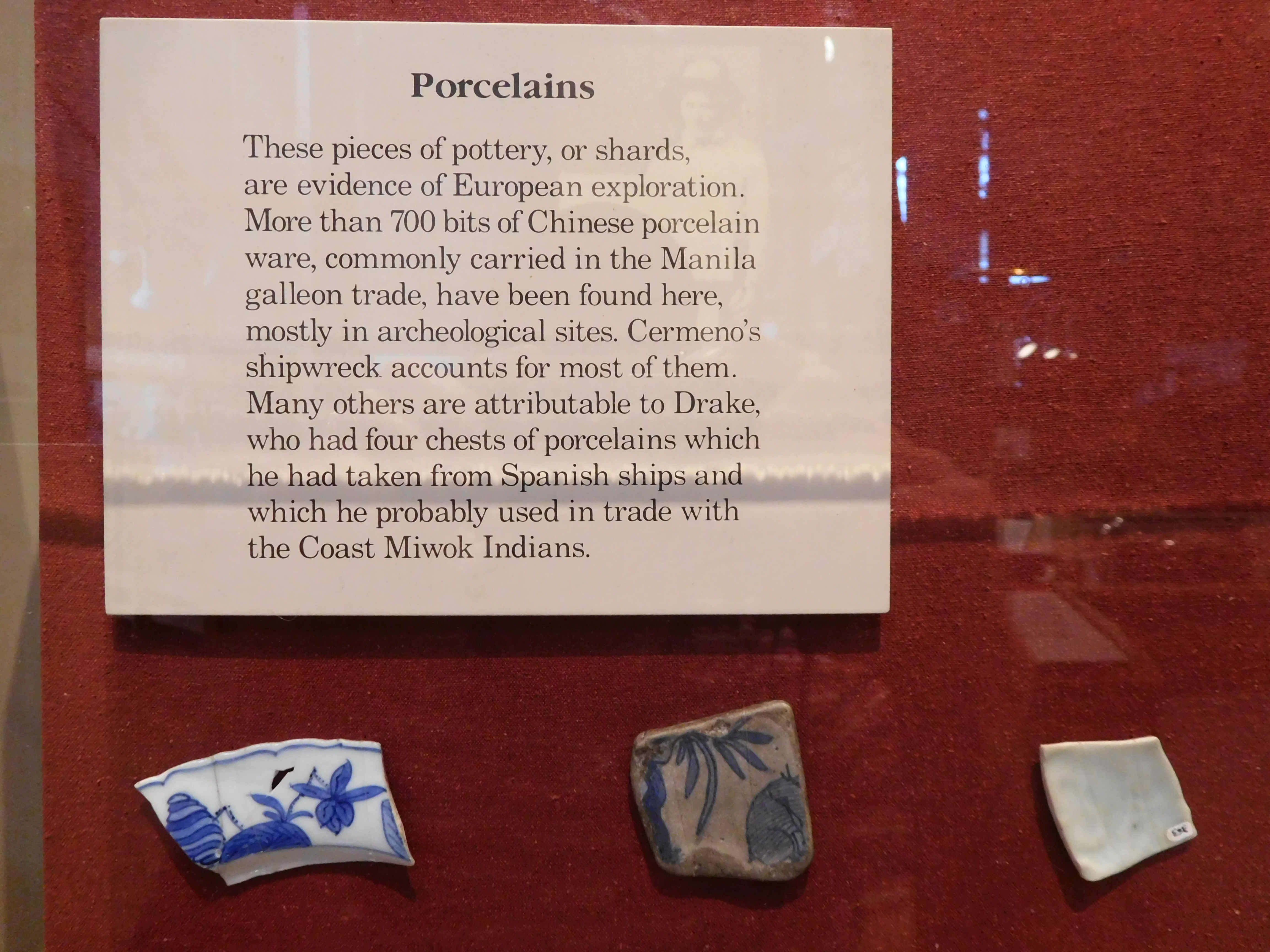
Выставка в Пойнт-Рейес Национальном морском центре. Фарфоровые осколки династии Мин, оставшиеся после высадки Дрейка в 1579 году и кораблекрушения галеона Серменьо в Маниле в 1595 году.
Осколки Дрейка отличаются острыми изломами, а осколки Серменьо — изношенными краями из-за того, что их качало прибоем.

Акер провел подробные исследования, реконструируя кругосветное путешествие Дрейка, и выступал за место в Пойнт-Рейес, ссылаясь на тот факт, что официально опубликованный отчет помещает колонию на 38 градусов северной широты. Часто предполагалось, что она похожа на бухту, описанную Дрейком, включая белые скалы, похожие на южное побережье Англии. Отвечая на вопросы о географическом расположении бухты, Акер утверждал, что замечания, основанные на неправильной последовательности отмелей в бухте, были необоснованными. Он утверждал, что последовательность песчаных отмелей в бухте менялась на протяжении десятилетий. Соответственно, Акер ответил на вопросы, когда предсказал, что клочок земли, исчезнувший в 1956 году и очень похожий на клочок земли на карте Хондиуса, появится снова. Утверждения Акера подтвердились, когда коса снова образовалась в 2001 году.
Артефактические доказательства появились, когда около сотни предметов китайского экспортного фарфора XVI века были найдены в окрестностях бухты Дрейка, которая, по словам Кларенса Шангроу из Музея азиатского искусства в Сан-Франциско и археолога Эдварда фон дер Портена «должна быть справедливо приписывается визиту Фрэнсиса Дрейка „Золотой лани“ в 1579 году». Эти керамические образцы, найденные в Пойнт-Рейес, являются самыми ранними датируемыми археологическими образцами китайского фарфора, перевозимыми через Тихий океан на манильских галеонах. Артефакты были обнаружены четырьмя различными агентствами, начиная с Калифорнийского университета, Гильдия навигаторов Дрейка, затем младший колледж Санта-Роза и, наконец, Государственный колледж Сан-Франциско. Эти осколки фарфора — остатки фарфоровой посуды, которую Дрейк похитил с испанского корабля с сокровищами в Тихом океане. Фарфоровые изделия, разгруженные во время крена и брошенные, когда Дрейк отплыл из Пойнт-Рейес, были самыми тяжелыми предметами неизвестной ценности, которые он нес.
Фарфоры были впервые идентифицированы Шангроу, а затем фон дер Портеном. Эти исследователи отличали фарфор Дрейка, который был найден в отбросах, связанных с прибрежными мивоками, от фарфора Себастьяна Родригеса Серменьо на «Сан-Агустине», затонувшего манильского галеона 1595 года, который покоится на дне залива Дрейка. В отличие от фарфора Дрейка, осколки затонувшего корабля «Сан-Августин» были выброшены на берег Пойнт-Рейес из сломанной конструкции затонувшего корабля. Шангроу и фон дер Портен смогли отличить два груза по таким критериям, как оформление, стиль, качество и износ поверхности. Керамика Дрейка имеет четкие изломы и не имеет следов истирания от абразивного воздействия прибоя. Похищенный груз Дрейка включал прекрасную фарфоровую посуду из Цзиндэчжэня, промышленного центра высококачественного китайского фарфора. Тем не менее, «Сан-Августин» перевозил фарфоровые изделия низкого качества, которые позже были изготовлены предпринимателями с южного побережья, которые быстро извлекли выгоду из быстро развивающегося прибыльного рынка. Груз «Сан-Агустина» включал куски из печей, производство которых началось только примерно в 1590 году. Все эти факторы позволили отличить грузы.

### Идентификации XXI века
Участвуя в научных исследованиях черепов Дрейка и Черменьо с помощью рентгеновской флуоресценции, доктор Марко Меникетти из Университета штата Сан-Хосе проверил керамику с кораблекрушений в Мексике, Калифорнии и Орегоне, а также фарфор, связанный с Дрейком, найденный недалеко от Пойнт-Рейес. Используя различные источники кораблекрушений, чтобы обеспечить строгий контроль над исследованием, выводы Меникетти подтверждают вывод о том, что фарфор Черменьо и керамика Дрейка взяты с двух разных кораблей. Он заявляет, что эти два груза можно отличить на основе различий в их ключевых элементах и считает, что эти различия могут отражать изменения в химическом составе глазури, глины или уникальных включениях и темперировании. Акер утверждал, что те осколки фарфора, которые вынесло на берег, должны быть отнесены к Серменьо, а те, у которых были чистые разрывы и не изношены водой, должны быть отнесены к Дрейку.

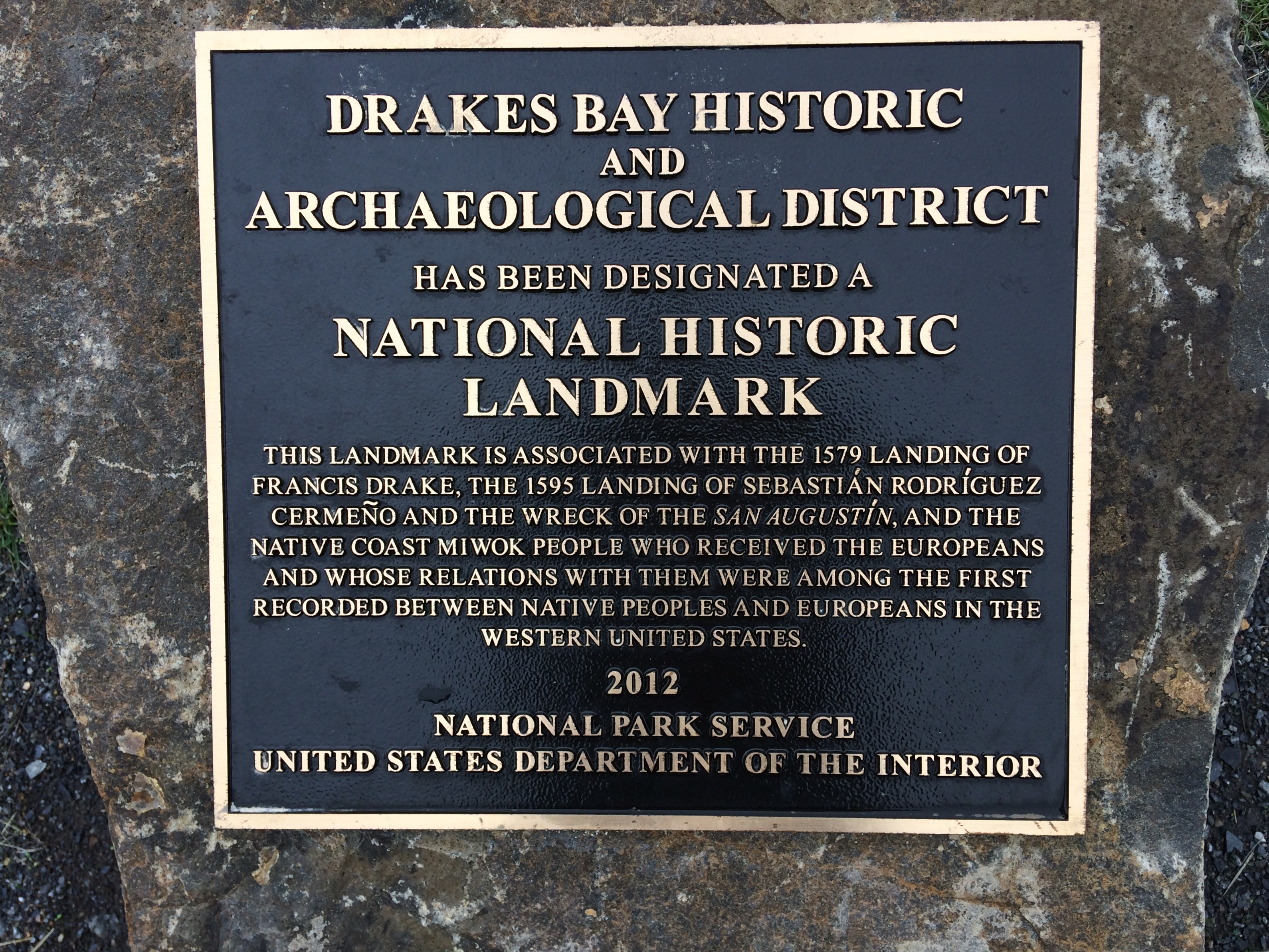
Национальный исторический памятник, посвященный памяти сэра Фрэнсиса Дрейка, Себастьяна Родригеса Серменьо и жителей прибрежных мивоков в Пойнт-Рейес, Калифорния.

Историк доктор Джон Сагден, изучив многочисленные предполагаемые места посадки Дрейка, заметил: «Ни один аспект карьеры Дрейка не получил больше ложных следов, чем место Нового Альбиона». Сагден заключает, что «доказательства в подавляющем большинстве случаев свидетельствуют в пользу залива Дрейка» и что «пришло время официально признать залив Дрейка елизаветинской якорной стоянкой в реестре национальных исторических достопримечательностей Соединенных Штатов».

### Официальное признание
Место посадки Дрейка, официально признанное Министерством внутренних дел США и другими агентствами — это залив Дрейка. Участок находится в округе Марин, штат Калифорния, недалеко от Пойнт-Рейес, к северу от Золотых Ворот, 38°02′05″ с. ш. 122°56′26″ з. д.. 16 октября 2012 года министр внутренних дел Кен Салазар подписал номинацию, а 17 октября 2012 года исторический и археологический район залива Дрейка был официально объявлен новым национальным историческим памятником. В одном отчете это место упоминается как наиболее вероятное место посадки Дрейка. Никакая якорная стоянка Дрейка не подвергалась такому тщательному изучению и не видела такого количества полевых исследований и исследований, как это место.
Это различие подтверждает артефакты района как один из самых ранних случаев взаимодействия между коренными жителями и европейскими исследователями на западном побережье нынешних Соединенных Штатов Америки. Это различие основано на двух исторических фактах: высадке сэра Фрэнсиса Дрейка в Калифорнии в 1579 году и стоянке на якоре «Золотая лань», высадке Себастьяна Родригеса Серменьо и кораблекрушении его галеона «Сан-Агустин» в Маниле в 1595 году.
В октябре 2021 года директор парков штата Калифорния Армандо Кинтеро присвоил Новому Альбиону статус исторической достопримечательности Калифорнии
№ 1061. Участок площадью 215 акров, обозначенный как залив Дрейка, находится в пределах границ национального побережья Пойнт-Рейес. Управление охраны исторического наследия штата заявляет: «Новый Альбион является местом высадки и лагерем экспедиции сэра Фрэнсиса Дрейка в Калифорнию в 1579 году, расположенным на побережье округа Марин», и указывает: "Включает в себя места форта Дрейка, крен «Золотой лани», оставление коры Телло и встречи с народами прибрежных мивоков.
Тот факт, что первый контакт жителей прибрежных мивоков с европейцами был с сэром Фрэнсисом Дрейком, также признан Федеративными индейцами Гратон Ранчерия, федерацией прибрежных мивоков и южных помо, которая была официально санкционирована Конгрессом Соединенных . Кроме того, Совет племени прибрежных мивоков Марин, организованный в соответствии с Законом о самоопределении и помощи в образовании индейцев 1975 года, признает контакты с Дрейком в 1579 году их прямыми предками, коренными жителями побережья Марин.
И парки штата Орегон, и Орегонское историческое общество поддерживают идею о том, что Дрейк бросил якорь на мысе Араго и отправился на юг в поисках подходящего места для подготовки «Золотой лани».

### Идеи, предлагающие альтернативные места
Учитывая, что более тридцати других мест были выдвинуты в качестве места порта Дрейка, было напечатано больше информации о местонахождении Нового Альбиона, чем о любой другой гавани Нового Света, которую искал Дрейк. Дейвидсон признает, что историки, включая Сэмюэля Джонсона и Жюля Верна, запутались в большом количестве, и приписывает путаницу их нехватке морского опыта и навигационных знаний.
Одним из таких мест является залив Сан-Франциско, Калифорния. Роберт Х. Пауэр, совладелец Орехового дерева в Вакавилле, штат Калифорния, продвигал идею о том, что Новый Альбион Дрейка находился в пределах современного залива Сан-Франциско, особенно недалеко от Пойнт-Сан-Квентин, 37°56′22″ с. ш. 122°29′12″ з. д.. Среди его аргументов было то, что карта Хондиуса частично соответствовала топографии, когда части были скорректированы с использованием коррекции 2:1.
В 2003 году канадец Р. Сэмюэл. Баулф предположил, что Дрейк высадился на современном острове Ванкувер в Комоксе, Британская Колумбия, 49°40′ с. ш. 124°57′ з. д.. Баулф поддержал идею о том, что Дрейк посадил «Золотую лань» в Китовой бухте, штат Орегон, и указал на ряд доказательств в поддержку своего мнения о том, что официальные опубликованные отчеты о путешествии Дрейка были преднамеренно изменены, чтобы скрыть истинные масштабы его открытий.

## Несоответствия
Несоответствие в подсчете членов экипажа «Золотой лани» привело к предположению, что Дрейк оставил людей, чтобы сформировать колонию. Однако идея о том, что Дрейк основал колонию, вызывает подозрения — маловероятно, что Дрейк оставил бы поселенцев в Новом Альбионе, поскольку он не подготовил экспедицию для колонизации. Дрейк также, несомненно, знал, что у Англии возникнут проблемы с обеспечением колонии, поддерживая зарождающуюся колонию в такой отдаленной местности, как Новый Альбион, и, вероятно, избежал бы установки такого английского аванпоста. Кроме того, единственным человеком, о котором конкретно сообщалось, что он остался в Новом Альбионе, был Н. де Морена, который был в плохом состоянии. Испанские источники утверждают, что он был оставлен на берегу, выздоровел и в конце концов отправился в успешное четырехлетнее путешествие пешком до Мексики, где он обратился в местное правительство.
Расхождение в подсчетах, разница не менее 20 человек, касается количества экипажа, которым командовал Дрейк до своего пребывания в Северной Калифорнии, по сравнению с подсчетом экипажа, когда он достиг Молуккских островов, архипелага в море Банда, Индонезия. Освобожденные испанские военнопленные заявили, что у берегов Центральной Америки корабельная компания насчитывала около 80 человек. Двоюродный брат и член экипажа сэра Фрэнсиса Дрейка, Джон Дрейк, утверждал, что их число составляло 60, когда корабль находился в Тернате на Молуккских островах. На Везувийском рифе The World Encompassed приводит число 58. Все представления о колонии в первую очередь основаны на этих числах, и причина такого несоответствия остается неизвестной.

## Пластина из латуни
В 1900-х годах быламистификация в отношении латунной таблички, которую Дрейк разместил в Новом Альбионе. Английский историк Ричард Хаклюйт подробно описал характерную оригинальную табличку:

При нашем отъезде отсюда наш генерал воздвиг памятник нашему пребыванию там, а также праву и титулу Ее Величества на то же самое; а именно табличка, прибитая к прекрасному большому столбу, на которой было выгравировано имя Ее Величества, день и год нашего прибытия туда, с безвозмездной передачей провинции и народа в руки Ее Величества вместе с портретом и гербом Ее Высочества, монетой в шесть пенсов ходовых английских денег, под табличкой, под которой также было написано имя нашего генерала
.
Оригинальную пластину, которая служила осязаемым свидетельством суверенитета Англии над землей, еще предстоит найти. Следовательно, точное местонахождение памятника, воздвигнутого Дрейком, неизвестно.
В 1936 году общественное внимание привлекла подделка, известная как Медная тарелка Дрейка, и на протяжении десятилетий широко считалось, что ее открытие было открытием оригинала. Несмотря на то, что Калифорнийский университет в Беркли признал его подлинным, сомнения остались. В конце концов, в конце 1970-х предполагаемая оригинальная пластина не прошла ряд металлургических испытаний, и ученые определили, что пластина была современным творением. В 2003 г. было публично раскрыто, что фальшивая табличка была создана в качестве розыгрыша среди краеведов. Выйдя из-под контроля, шутка непреднамеренно стала публичной мистификацией и позором для тех, кто когда-то подтвердил ее подлинность.

### Монографии
- Allen, John Logan. North American Exploration, Volume 1: A New World Disclosed. — Lincoln Nebraska : University of Nebraska Press, 1997. — ISBN 978-0803210158.
- Anon. A Perfect description of Virginia being, a full and true relation of the present state of the plantation, their health, peace, and plenty . Being sent from Virginia, at the request of a gentleman of worthy note, who desired to know the true state of Virginia as it now stands. Also, a narration of the countrey, within a few days journey of Virginia, west and by south . being related to the governeur, Sir William Berckley . With the manner how the Emperor Nichotawance came to Sir William Berckley, atteneded with five petty kings, to doe homage, and bring tribute to King Charles . London, Printed for Richard Wodenoth, 1649.. — Delhi, India : Pranava Books, 2018.
- Bawlf, Samuel R. The Secret Voyage of Sir Francis Drake, 1577–1580. — Vancouver, Canada : Douglas & McIntyres, 2003. — ISBN 978-1-55054-977-5.
- Bergreen, Laurence. Francis Drake, Elizabeth I, and the Perilous Birth of the British Empire: In Search of a Kingdom. — New York : HarperCollins, 2021. — ISBN 9780062875358.
- Craddock, Paul. Scientific Investigation of Copies, Fakes and Forgeries. — Oxford, United Kingdom : Butterworth-Heinemann, 2009. — ISBN 978-0-7506-4205-7.
- Cummins, John. Francis Drake: Lives of a Hero. — New York : Palgrave Macmillan, 1997. — ISBN 978-0312163655.
- Davidson, George. Annual Report of The Director. — Washington, D.C. : U.S. Coast and Geodetic Survey, Government Printing Office, 1887.
- Davidson, George. Francis Drake on the Northwest Coast of America in the Year 1579: The Golden Hind Did Not Anchor in the Bay Of San Francisco.. — San Francisco : F.F. Partridge, 1908.
- Davidson, George. Identification of Francis Drake's Anchorage on the Coast of California in the year 1579. — Charleston, South Carolina : Nabu Press, 2012. — ISBN 978-1286071250.
- Gough, Barry. Distant Dominion: Britain and the Northwest Coast of North America, 1579-1809. — Vancouver : U Univ. of British Columbia Press, 1980. — ISBN 0-7748-0113-1.
- Gough, Barry. The Northwest Coast: British Navigation, Trade and Discoveries to 1812. — Vancouver : U Univ. of British Columbia Press, 1992. — ISBN 978-0774803991.
- Hakluyt, Richard. The Voyage Of Sir Francis Drake around The Whole Globe. — United Kingdom : Penguin Classics, 2015. — ISBN 978-0-141-39851-8.
- Heizer, Robert. Francis Drake And The California Indians, 1579. — California : University of California Press, 1947. — ISBN 978-1-5005-93599.
- Hinton, Leanne. Hinton, Leanne. Flutes of Fire: Essays on California Indian Languages.. — Berkeley, CA : Heyday Books, 1994. — ISBN 978-0930588625.
- Kuwayama, George. Chinese Ceramics in Colonial Mexico. — Honolulu, HI : University of Hawai'i Press, 1997. — ISBN 978-0875871790.
- Morison, Samuel Eliot. The Great Explorere: The European Discovery of America. — New York : Oxford University Press, Inc., 1978. — ISBN 978-0195042221.
- Polk, Dora. The Island of California: A History of The Myth. — Lincoln, Nebraska : University of Nebraska Press, 1995. — ISBN 978-0803287419.
- Power, Robert. Francis Drake & San Francisco Bay: A beginning of the British empire (Keepsake). — Davis, California : Library Associates of the University Library, University of California, Davis, 1974.
- Rawls, James. California: An Interpretive History / James Rawls, Walton Bean. — New York : McGraw-Hill Education, 2012. — ISBN 978-0073406961.
- Shangraw, Clarence. The Drake And Cermeño Expeditions' Chinese Porcelains At Drakes Bay, California 1579 And 1595 / Clarence Shangraw, Edward Von der Porten. — Santa Rosa, California and Palo Alto, California : Santa Rosa Junior College and Drake Navigators Guild, 1981.
- Sugden, John. Sir Francis Drake. — London : Pimlico, 2006. — ISBN 978-1-844-13762-6.
- Thrower, Norman. Sir Francis Drake and the famous voyage, 1577–1580 : essays commemorating the quadricentennial of Drake's circumnavigation of the earth. — California : University of California Press, 1984. — ISBN 978-0520048768.
- Turner, Michael. In Drake's Wake Volume 2 The World Voyage. — United Kingdom : Paul Mould Publishing, 2006. — ISBN 978-1-904959-28-1.
- Wagner, Henry R. Sir Francis Drake's Voyage Around the World: Its Aims and Achievements. — Berkeley : J.J. Cillice and Co., Inc., 1926. — ISBN 978-0548113684.
- Wallis, Helen. The Voyage of Sir Francis Drake Mapped in Silver And Gold. — California : Friends of the Bancroft Library, University of California, 1979.
- Woodard, Colin. The Republic Of Pirates. — New York and Boston : Mariner Books, Houghton Mifflin Harcourt, 2007. — ISBN 978-0-15-101302-9.
- Woodward, William. A Short History of the Expansion of the British Empire, 1500–1870. — United States : Forgotten Books, 2017. — ISBN 978-1-331-66520-5.

### Статьи
- Cassels, Sir Simon (August 2003). Where Did Drake Careen The Golden Hind in June/July 1579? A Mariner's Assessment. The Mariner's Mirror. 89 (1): 260–271. doi:10.1080/00253359.2003.10659292. S2CID 161710358.
- Davis, Loren; et al. (November 2013), Inventory and Analysis of Coastal and Submerged Archaeological Site Occurrence on the Pacific Outer Continental Shelf, U.S. Department of the Interior, Bureau of Ocean Energy Management.
- Meniketti, Marco (2013). Preliminary Results of pXRF Testing of Porcelains from Sixteenth-Century Ship Cargos on the West Coast. Society for California Archaeology Newsletter. 47 (2).
- Oko, Captain Adolf S., Jr. (June 1964). Francis Drake and Nova Albion. California Historical Society Quarterly. XLIII (2).{{cite journal}}:  Википедия:Обслуживание CS1 (множественные имена: authors list) (ссылка)
- Pomper, Linda R. (1994). Chinese Porcelain in New Mexico. Vormen Vit Vuur. 53.
- Torben, Rick; et al. (December 2019). Seventy Years of Archaeologial Research on California's Farallon Islands. California Archaeology. 11 (2).
- Von der Porten, Edward (January 1975). Drake's First Landfall. Pacific Discovery, California Academy of Sciences. 28.
- Von der Porten, Edward; Aker, Raymond; Allen, Robert W.; Spitze, James (2002). Who Made Drake's Plate of Brass? Hint: It Wasn't Francis Drake. California History. 81 (2).

### Материалы на электронных носителях
- 2020 Actions Taken. State of California (2020). Дата обращения: 1 декабря 2020. Архивировано 1 мая 2021 года.
- Dell'Osso, John. Francis Drake's Port Visible Again at Point Reyes National Seashore. nps.gov. United States National Park Service (2001). Дата обращения: 21 января 2019. Архивировано 20 августа 2018 года.
- Engel, Paul. Drakes Bay National Historic Landmark Historic District. ncptt.nps.gov. National Center for Preservation Technology and Training (2016). Дата обращения: 2 февраля 2019. Архивировано 1 декабря 2017 года.
- Frequently Asked Questions. Coast Miwok of Marin (2021). Дата обращения: 21 октября 2021. Архивировано 24 октября 2021 года.
- Kovner, Guy. Drake’s Cove wins historical landmark status. Pressdemocrat.com. Press Democrat Media Co. (2021). Дата обращения: 10 ноября 2021. Архивировано 6 ноября 2021 года.
- Meniketti, Marco. Searching For a Safe Harbor on A Treacherous Coast: The Wreck of the Manila Galleon San Agustin. caribbeanarchaeology.com. Caribbean Historical Archaeology (1997). Дата обращения: 12 февраля 2019. Архивировано 13 марта 2019 года.
- National Parks Traveler Staff. Site Of Sir Francis Drake's Ship Grounding Honored At Point Reyes National Seashore. Nationalparkstraveler.org. National Parks Traveler (2016). Дата обращения: 27 декабря 2018. Архивировано 15 июня 2018 года.
- Nolte, Carl. Point Reyes declared Drake landing site. SFGate.com. SFGate (2016). Дата обращения: 27 декабря 2018. Архивировано 4 февраля 2018 года.
- Our History. Coast Miwok of Marin (2021). Дата обращения: 21 октября 2021.
- Our History: Historical Background & Timeline. Federated Indians of Graton Rancheria (2018). Дата обращения: 30 декабря 2018. Архивировано 27 марта 2019 года.
- Site of New Albion Nomination. State of California (2021). Дата обращения: 21 октября 2021. Архивировано 4 марта 2021 года.
- Sir Francis Drake 1540-1596 Circumnavigator and And Admiral. The Historical Marker Data Base (2021). Дата обращения: 23 октября 2021. Архивировано 24 октября 2021 года.
- Stalking Sir Francis. Los Angeles Times (2019). Дата обращения: 2 февраля 2019. Архивировано 12 ноября 2020 года.
- What and where was the Strait of Anian? Drake Navigators Guild (2019). Дата обращения: 8 февраля 2020. Архивировано 4 августа 2020 года.